# Morpho octavia
Morpho octavia är en fjärilsart som beskrevs av Bates 1864. Morpho octavia ingår i släktet Morpho och familjen praktfjärilar. Inga underarter finns listade i Catalogue of Life.